# ラブ (大石昌良の曲)
『ラブ』は、大石昌良のソロ3作目のシングル。2009年6月17日にHappy Music Recordsより発売された。

## 概要
1stアルバム『あの街この街』から約7ヵ月ぶり、シングルとしては『うしろのしょうめん』以来約9か月ぶりのリリースとなるシングルである。表題曲の「ラブ」はTBS系列バラエティ『クメピポ! 絶対あいたい1001人』の4 - 6月度エンディングテーマをはじめ、毎日放送『アニメシャワー』の2009年6月度オープニング、テレビ神奈川『1230アッと!!ハマランチョ』の2009年4 - 6月度エンディングテーマなど、複数のタイアップが行われた。また、TOKYO FMの2009年6月度ブランニューソング、FM徳島の2009年7月度 POWER PLAYの曲にもなっていた。
2009年6月9日の「女性自身」による“「婚活」に聞きたい応援ソング”というアンケートで、本作発売前にもかかわらず表題曲「ラブ」が6位にランキング入りするという事が起こった。

## 収録曲
全作詞・作曲：大石昌良　編曲：大石昌良、扇谷研人
1. ラブ [4:54]
2. ユートピア [3:15]
3. 250,000 miles [5:25]